# Aleksandr Misiuriew
Aleksandr Pietrowicz Misiuriew (ros. Александр Петрович Мисюрев, ur. 1902 we wsi Makszewo w guberni riazańskiej, zm. 1966 w Moskwie) – funkcjonariusz radzieckich organów bezpieczeństwa, generał major.

## Życiorys
W 1919 był pełnomocnikiem oddziału żywnościowego konfiskującego chłopom "nadwyżki" zboża i produktów zbożowych w guberni riazańskiej, 1919-1921 przewodniczącym komitetu wykonawczego rady gminnej, 1921-1922 pełnomocnikiem komitetu kopalnianego ds. pracy wśród młodzieży, a 1922-1924 sekretarzem odpowiedzialnym rejonowego komitetu Komsomołu w guberni riazańskiej. W latach 1924–1927 służył w pogranicznym oddziale Głównego Zarządu Bezpieczeństwa Państwowego, 1927-1929 był kursantem Wyższej Szkoły Pogranicznej Głównego Zarządu Bezpieczeństwa Państwowego, 1929-1931 pomocnikiem pełnomocnika Wydziału II Głównego Zarządu Ochrony Pogranicznej i Wojsk Głównego Zarządu Bezpieczeństwa Państwowego przy Radzie Komisarzy Ludowych ZSRR, a 1931-1935 pełnomocnikiem i pełnomocnikiem operacyjnym Wydziału V Głównego Zarządu Ochrony Pogranicznej i Wojsk Głównego Zarządu Bezpieczeństwa Państwowego przy Radzie Komisarzy Ludowych ZSR/Głównego Zarządu Ochrony Pogranicznej i Wewnętrznej NKWD ZSRR. W latach 1935–1937 był inspektorem i starszym inspektorem Grupy Specjalnej Wydziału I Głównego Zarządu Ochrony Pogranicznej i Wewnętrznej NKWD ZSRR, 5 stycznia 1936 mianowany kapitanem bezpieczeństwa państwowego. Od 1937 starszy pomocnik szefa Oddziału I Wydziału I Głównego Zarządu Ochrony Pogranicznej i Wewnętrznej NKWD ZSRR, później starszy pomocnik szefa Oddziału I Wydziału V tego zarządu, 20 kwietnia 1938 mianowany majorem bezpieczeństwa państwowego. Od lutego do kwietnia 1939 starszy pełnomocnik operacyjny Oddziału I Wydziału V Głównego Zarządu Bezpieczeństwa Państwowego, w kwietniu-maju 1939 szef Wydziału Wywiadowczego Zarządu Wojsk Pogranicznych NKWD Okręgu Białoruskiego, od maja 1939 pomocnik szefa Oddziału I tego wydziału Głównego Zarządu Wojsk Pogranicznych NKWD ZSRR, potem szef Wydziału V i zastępca szefa Zarządu Wojsk Pogranicznych NKWD Okręgu Białoruskiego, 22 maja 1939 mianowany pułkownikiem. Od 2 listopada 1939 do 19 grudnia 1940 szef Zarządu NKWD obwodu baranowickiego, od 19 grudnia 1940 do 15 marca 1941 szef Zarządu NKWD obwodu białostockiego. Od 15 marca do 19 grudnia 1941 zastępca ludowego komisarza spraw wewnętrznych Białoruskiej SRR, od 29 grudnia 1941 do 29 kwietnia 1943 szef Wydziału Specjalnego NKWD Archangielskiego Okręgu Wojskowego, od 29 kwietnia 1943 do maja 1946 pomocnik szefa Głównego Zarządu Kontrwywiadu Ludowego Komisariatu Obrony/Sił Zbrojnych/Ministerstwa Sił Zbrojnych ZSRR, od 26 maja 1943 w stopniu generała majora. Od lipca 1946 do 4 lipca 1949 szef Wydziału Kontrwywiadu MGB Nadwołżańskiego Okręgu Wojskowego, potem Kijowskiego Okręgu Wojskowego, od 17 maja 1950 do 2 stycznia 1952 szef I Zarządu III Głównego Zarządu MGB ZSRR, przemianowanego potem na Wydział I, od 2 stycznia 1952 do 25 marca 1953 pomocnik szefa III Głównego Zarządu MGB ZSRR, od 25 marca do 23 czerwca 1953 zastępca szefa Zarządu III MSW ZSRR, od 26 marca do 28 sierpnia 1953 szef Wydziału Specjalnego MSW Grupy Radzieckich Wojsk Okupacyjnych w Niemczech, od 28 sierpnia 1953 do sierpnia 1959 szef Wydziału Specjalnego MSW/KGB Północno-Kaukaskiego Okręgu Wojskowego.

## Odznaczenia
- Order Lenina
- Order Czerwonego Sztandaru (trzykrotnie - 19 października 1938, 3 listopada 1944 i 24 sierpnia 1949)
- Order Wojny Ojczyźnianej I klasy (28 października 1943)
- Order Wojny Ojczyźnianej II klasy (31 lipca 1944)
- Order Kutuzowa II klasy (13 września 1945)
- Order Czerwonej Gwiazdy (dwukrotnie - 26 kwietnia 1940 i 25 marca 1945)
- Odznaka "Zasłużony Funkcjonariusz NKWD" (19 grudnia 1942)
- Odznaka "Honorowy Funkcjonariusz Bezpieczeństwa" (23 grudnia 1957)